# Christian Mayer
Christian Mayer (ur. 10 stycznia 1972 w Finkenstein) – austriacki narciarz alpejski, dwukrotny medalista olimpijski, brązowy medalista mistrzostw świata oraz zdobywca Małej Kryształowej Kuli w klasyfikacji Pucharu Świata w gigancie.

## Kariera
Po raz pierwszy na arenie międzynarodowej Christian Mayer pojawił się w 1990 roku, podczas mistrzostw świata juniorów w Zinal. Zajął tam piąte miejsce w gigancie, szóste miejsce w zjeździe i dwudzieste miejsce w supergigancie. Na rozgrywanych rok później mistrzostwach świata juniorów w Geilo wywalczył srebrny medal w supergigancie, przegrywając tylko z Jure Koširem z Jugosławii. Na tej samej imprezie zdobył też brązowy medal w kombinacji, a w gigancie zajął piąte miejsce. W zawodach Pucharu Świata zadebiutował w sezonie 1989/1990. Pierwsze punkty wywalczył 15 grudnia 1991 roku w Alta Badia, zajmując dziewiąte miejsce w gigancie. W sezonie 1991/1992 punktował jeszcze dwukrotnie, ale nie poprawił tego wyniku, ostatecznie zajmując 79. miejsce w klasyfikacji generalnej. Jeszcze w 1992 roku wystąpił na igrzyskach olimpijskich w Albertville, gdzie zajął dwunaste miejsce w gigancie.
Pierwszy raz na podium zawodów Pucharu Świata stanął 13 grudnia 1993 roku w Val d’Isère, gdzie okazał się najlepszy w gigancie. W zawodach tych wyprzedził bezpośrednio Niemca Tobiasa Barnerssoi oraz Michaela von Grünigena ze Szwajcarii. W kolejnych startach jeszcze cztery razy stawał na podium w gigancie: 19 grudnia w Alta Badia był trzeci, a 11 stycznia w Hinterstoder, 6 marca w Aspen i 19 marca w Vail zajmował drugie miejsce. W efekcie był jedenasty w klasyfikacji generalnej, a w klasyfikacji giganta zdobył Małą Kryształową Kulę. W 1994 roku wziął udział w igrzyskach olimpijskich w Lillehammer, gdzie w swoim pierwszym starcie, kombinacji, nie ukończył rywalizacji. Parę dni później wystartował w gigancie, w którym po pierwszym przejeździe zajmował pierwsze miejsce, z przewagą 0,36 sekundy nad Ursem Kälinem ze Szwajcarii. W drugim przejeździe uzyskał jednak dziesiąty wynik co dało mu trzeci czas łączny i brązowy medal. Ostatecznie stracił 0,12 sekundy do Niemca Markusa Wasmeiera i 0,10 sekundy do Kälina.
Kolejne pucharowe zwycięstwo odniósł dopiero 21 grudnia 1997 roku w Alta Badia, gdzie ponownie był najlepszy w gigancie. W sezonie 1997/1998 wynik ten powtórzył 3 stycznia w Kranjskiej Gorze, a 28 lutego w Yongpyong zajął drugie miejsce. W klasyfikacji generalnej zajął dziewiąte miejsce, a w klasyfikacji giganta był trzeci za swym rodakiem Hermannem Maierem oraz von Grünigenem. W lutym 1998 roku brał też udział w igrzyskach olimpijskich w Nagano, jednak nie zdobył medalu w swej koronnej konkurencji, zajmując piąte miejsce. Wywalczył za to brązowy medal w kombinacji, plasując się za innym Austriakiem, Mario Reiterem i Lasse Kjusem z Norwegii. Mayer uzyskał tam trzeci czas zjazdu i czwarty wynik w slalomie do kombinacji.
W międzyczasie tylko dwukrotnie plasował się na pucharowym podium: 22 grudnia 1994 roku w Alta Badia był trzeci w gigancie, a 26 listopada 1995 roku w Park City był drugi w slalomie. W klasyfikacji generalnej plasował się jednak poza czołową dziesiątką. W tym czasie wystąpił na mistrzostwach świata w Sierra Nevada w 1996 roku, gdzie był szósty w gigancie i dziewiąty w slalomie. Podczas rozgrywanych rok później mistrzostw świata w Sestriere jego najlepszym wynikiem było czwarte miejsce w kombinacji. Walkę o brązowy medal przegrał tam z Mario Reiterem o 0,11 sekundy.
Ostatni medal na arenie międzynarodowej zdobył na rozgrywanych w lutym 1999 roku mistrzostwach świata w Vail. Zajął tam trzecie miejsce w slalomie, w którym wyprzedzili go tylko Kalle Palander z Finlandii oraz Lasse Kjus. Do zwycięzcy Mayer stracił 0,13 sekundy, a do drugiego miejsca zabrakło mu 0,02 sekundy. Na tej samej imprezie był też ósmy w gigancie i czwarty w kombinacji, w które w walce o medal lepszy o 0,27 sekundy był Szwajcar Paul Accola. W zawodach pucharowych na podium stawał siedmiokrotnie, w tym 11 marca w Sierra Nevada zwyciężył w supergigancie. W klasyfikacji generalnej dało mu to siódme miejsce, w supergigancie był czwarty, a w gigancie piąty. Podobne wyniki osiągał w sezonie 1999/2000, który ukończył na ósmej pozycji. Na podium stawał cztery razy, z czego trzy razy zwyciężał: 22 grudnia w Saalbach-Hinterglemm, 8 marca w Kranjskiej Gorze i 11 marca 2000 roku w Hinterstoder był najlepszy w gigancie. W klasyfikacji giganta był tym razem drugi za Hermannem Maierem.
Austriak startował jeszcze przez pięć lat, uzyskując stopniowo coraz słabsze wyniki. Ostatni raz na podium w zawodach Pucharu Świata stanął 4 stycznia 2000 roku w Kranjskiej Gorze, gdzie był drugi w gigancie. W tym okresie najlepsze wyniki osiągnął w sezonie 2000/2001, który zakończył na 36. pozycji. Był też między innymi siódmy w klasyfikacji giganta w sezonie 2002/2003. W 2003 roku wystartował na mistrzostwach świata w Sankt Moritz, gdzie w swojej koronnej konkurencji był czternasty. Kilkukrotnie zdobywał medale mistrzostw Austrii, w tym złote w gigancie i kombinacji w 1992 roku. Ponadto w 1994 roku otrzymał Odznakę Honorową za Zasługi dla Republiki Austrii. W 2005 roku zakończył karierę.

## Osiągnięcia

### Igrzyska olimpijskie
| Miejsce | Dzień     | Rok  | Miejscowość | Konkurencja | Czas biegu | Strata | Zwycięzca          |
| ------- | --------- | ---- | ----------- | ----------- | ---------- | ------ | ------------------ |
| 12.     | 18 lutego | 1992 | Albertville | Gigant      | 2:06,98    | +3,08  | Alberto Tomba      |
| DNF     | 15 lutego | 1994 | Lillehammer | Kombinacja  | 3:17,53    | –      | Lasse Kjus         |
| 3.      | 23 lutego | 1994 | Lillehammer | Gigant      | 2:52,46    | +0,12  | Markus Wasmeier    |
| 3.      | 12 lutego | 1998 | Nagano      | Kombinacja  | 3:08,06    | +2,05  | Mario Reiter       |
| 9.      | 19 lutego | 1998 | Nagano      | Gigant      | 2:38,51    | +2,16  | Hermann Maier      |
| 5.      | 21 lutego | 1998 | Nagano      | Slalom      | 1:49,31    | +1,78  | Hans Petter Buraas |

### Mistrzostwa świata
| Miejsce | Dzień     | Rok  | Miejscowość   | Konkurencja | Czas biegu | Strata | Zwycięzca           |
| ------- | --------- | ---- | ------------- | ----------- | ---------- | ------ | ------------------- |
| DNF     | 19 lutego | 1996 | Sierra Nevada | Kombinacja  | 3:31,95    | –      | Marc Girardelli     |
| 6.      | 23 lutego | 1996 | Sierra Nevada | Gigant      | 1:58,63    | +2,48  | Alberto Tomba       |
| 9.      | 25 lutego | 1996 | Sierra Nevada | Slalom      | 1:42,26    | +2,25  | Alberto Tomba       |
| 10.     | 3 lutego  | 1997 | Sestriere     | Supergigant | 1:29,68    | +1,09  | Atle Skårdal        |
| 4.      | 6 lutego  | 1997 | Sestriere     | Kombinacja  | 3:10,40    | +1,40  | Kjetil André Aamodt |
| 4.      | 9 lutego  | 1999 | Vail          | Kombinacja  | 2:43,09    | +0,80  | Kjetil André Aamodt |
| 8.      | 12 lutego | 1999 | Vail          | Gigant      | 2:19,31    | +1,94  | Lasse Kjus          |
| 3.      | 14 lutego | 1999 | Vail          | Slalom      | 1:42,12    | +0,13  | Kalle Palander      |
| 14.     | 12 lutego | 2003 | Sankt Moritz  | Gigant      | 2:45,93    | +1,42  | Bode Miller         |

### Mistrzostwa świata juniorów
| Miejsce | Dzień       | Rok  | Miejscowość | Konkurencja | Czas biegu | Strata | Zwycięzca           |
| ------- | ----------- | ---- | ----------- | ----------- | ---------- | ------ | ------------------- |
| 6.      | 21 marca    | 1990 | Zinal       | Zjazd       | 1:19,42    | +1,72  | Kjetil André Aamodt |
| 20.     | 22 marca    | 1990 | Zinal       | Supergigant | 1:24,30    | +3,94  | Kjetil André Aamodt |
| 5.      | 24 marca    | 1990 | Zinal       | Gigant      | 2:20,38    | +2,48  | Lasse Kjus          |
| 2.      | 8 kwietnia  | 1991 | Geilo       | Supergigant | 1:27,16    | +0,35  | Jure Košir          |
| 11.     | 11 kwietnia | 1991 | Geilo       | Zjazd       | 1:05,48    | +1,52  | Ivan Bormolini      |
| 5.      | 12 kwietnia | 1991 | Geilo       | Gigant      | 2:04,64    | +0,29  | Massimo Zucchelli   |
| 8.      | 14 kwietnia | 1991 | Geilo       | Slalom      | 1:33,29    | +0,83  | Casey Puckett       |
| 3.      | 14 kwietnia | 1991 | Geilo       | Kombinacja  | ?          | –      | Bruno Kernen        |

### Puchar Świata

#### Miejsca w klasyfikacji generalnej
- sezon 1991/1992: 79.
- sezon 1992/1993: 82.
- sezon 1993/1994: 11.
- sezon 1994/1995: 34.
- sezon 1995/1996: 17.
- sezon 1996/1997: 28.
- sezon 1997/1998: 9.
- sezon 1998/1999: 7.
- sezon 1999/2000: 8.
- sezon 2000/2001: 36.
- sezon 2001/2002: 53.
- sezon 2002/2003: 38.
- sezon 2003/2004: 67.
- sezon 2004/2005: 143.
- sezon 2005/2006: 135.

#### Zwycięstwa w zawodach
1. Val d’Isère – 13 grudnia 1993 (gigant)
2. Alta Badia – 21 grudnia 1997 (gigant)
3. Kranjska Gora – 3 stycznia 1998 (gigant)
4. Sierra Nevada – 11 marca 1999 (supergigant)
5. Saalbach-Hinterglemm – 22 grudnia 1999 (gigant)
6. Kranjska Gora – 8 marca 2000 (gigant)
7. Hinterstoder – 11 marca 2000 (gigant)

- 7 zwycięstw (6 gigantów i 1 supergigant)

#### Pozostałe miejsca na podium
1. Alta Badia – 19 grudnia 1993 (gigant) – 3. miejsce
2. Hinterstoder – 11 stycznia 1994 (gigant) – 2. miejsce
3. Aspen – 6 marca 1994 (gigant) – 2. miejsce
4. Vail – 19 marca 1994 (gigant) – 2. miejsce
5. Alta Badia – 22 grudnia 1994 (gigant) – 3. miejsce
6. Park City – 26 listopada 1995 (slalom) – 2. miejsce
7. Yongpyong – 28 lutego 1998 (gigant) – 2. miejsce
8. Park City – 20 listopada 1998 (gigant) – 2. miejsce
9. Park City – 22 listopada 1998 (slalom) – 3. miejsce
10. Aspen – 27 listopada 1998 (supergigant) – 3. miejsce
11. Innsbruck – 21 grudnia 1998 (supergigant) – 2. miejsce
12. Kranjska Gora – 5 stycznia 1999 (gigant) – 2. miejsce
13. Bormio – 18 marca 2000 (gigant) – 2. miejsce
14. Park City – 22 listopada 2002 (gigant) – 2. miejsce
15. Alta Badia – 22 grudnia 2002 (gigant) – 3. miejsce
16. Kranjska Gora – 4 stycznia 2003 (gigant) – 2. miejsce